# Lepidochrysops ketsi
Lepidochrysops ketsi är en fjärilsart som beskrevs av Cottrell 1965. Lepidochrysops ketsi ingår i släktet Lepidochrysops och familjen juvelvingar. Inga underarter finns listade i Catalogue of Life.